# Tsjoehoejiv
Tsjoehoejiv (Oekraïens: Чугуїв; Russisch: Чугуев) is een Oekraïense stad in de oblast Charkov, ruim 30 km ten zuidenoosten van de oblasthoofdstad Charkov en ruim 40 km ten zuiden van de grens met Rusland. Op 1 januari 2021 had Tsjoehoejiv naar schatting 31.575 inwoners.
Als onderdeel van de Russische invasie van Oekraïne werd Tsjoehoejiv op 24 februari 2022 door Russische troepen beschoten waarbij een 14-jarige jongen werd gedood. Rusland veroverde de stad eind februari. Op 7 maart 2022 hadden Oekraïense troepen de stad heroverd waarbij ze zware verliezen toe brachten aan de Russische troepen waarbij ook twee hooggeplaatste Russische officieren tijdens de strijd sneuvelden.
Tsjoehoejiv is de geboorteplaats van de schilder Ilja Repin (1844–1930).

## Afbeeldingen

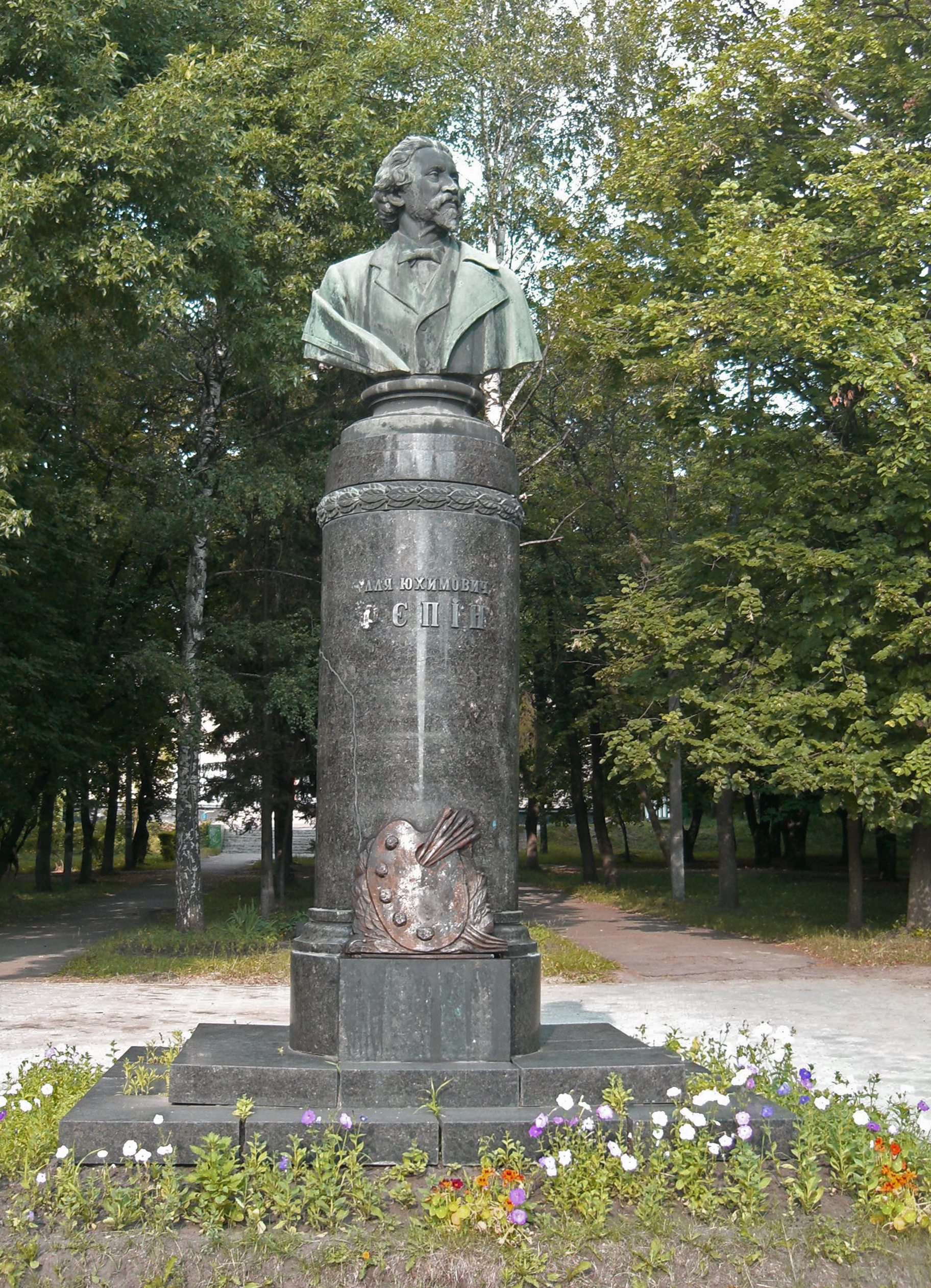
Monument voor Ilja Repin (detail) (2006)
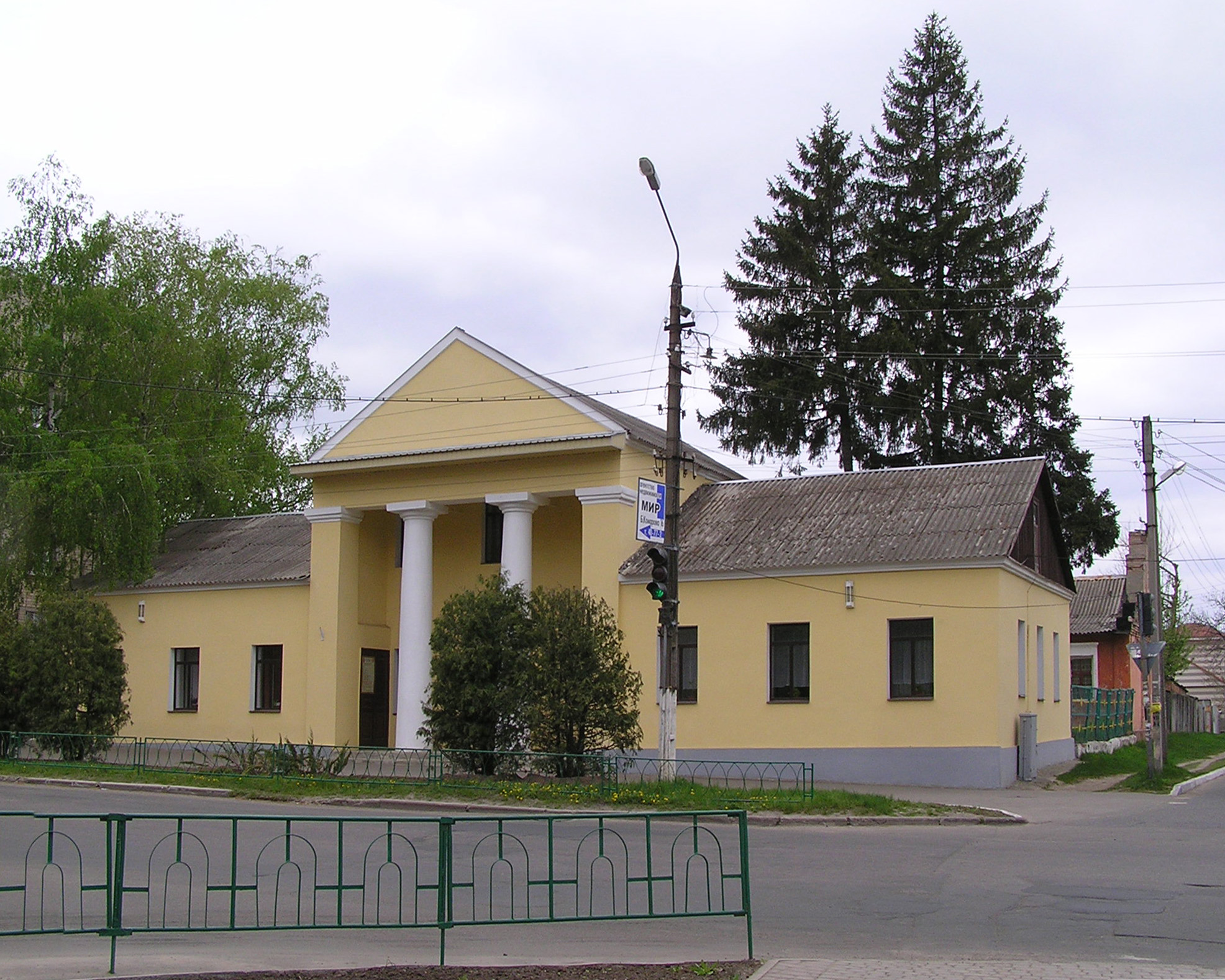
Voormalig stadhuis (2012)
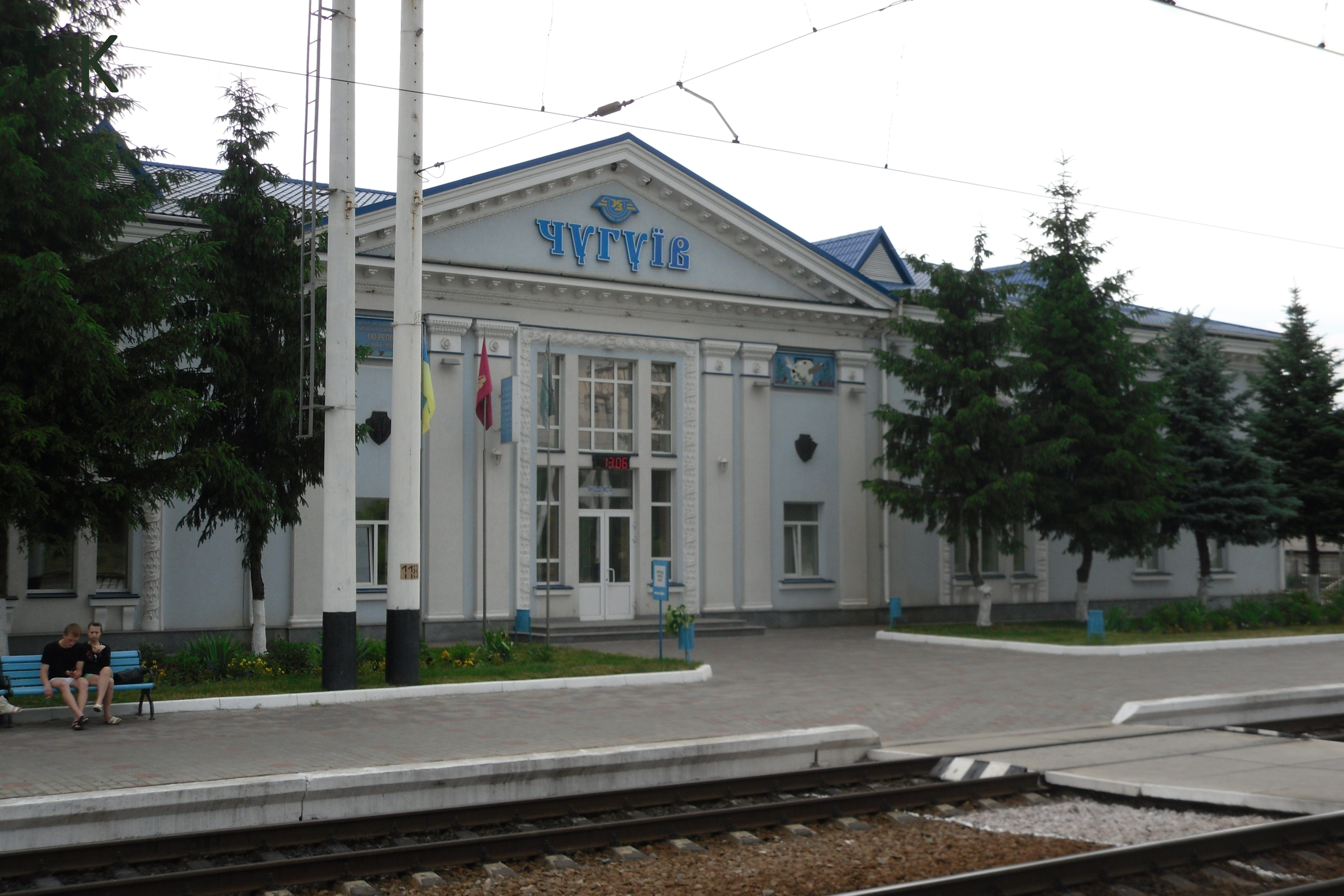
Station (2017)
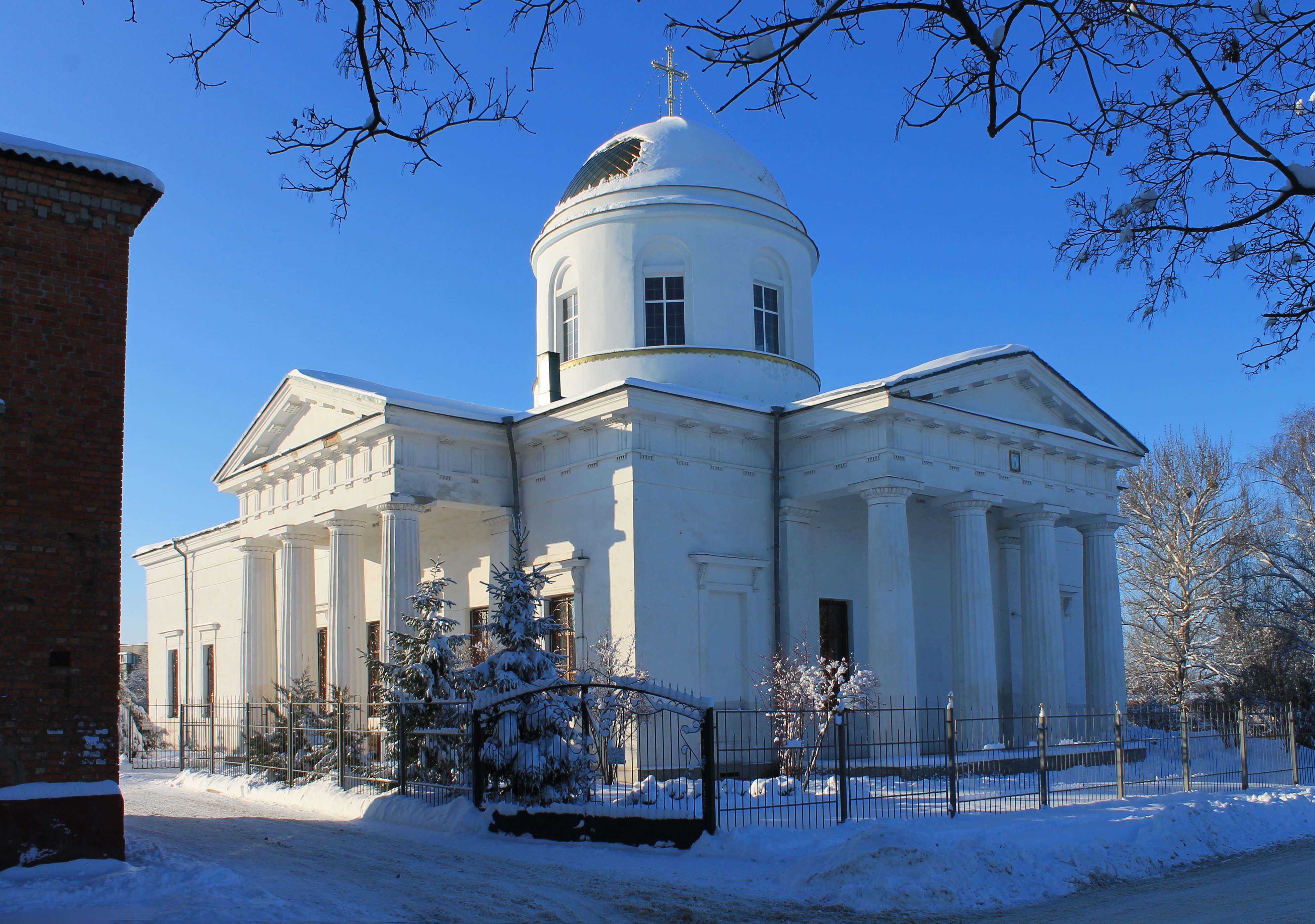
Intercessiekerk (2018)